# Ceilometr

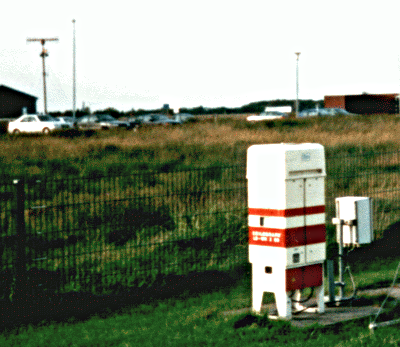
Ceilometr

Ceilometr – instrument meteorologiczny do mierzenia dolnej podstawy chmur. Używany jest powszechnie na lotniskach i pomaga w ciągłej ocenie wysokości chmur nad powierzchnią ziemi. Do konstrukcji ceilometrów używa się laserów półprzewodnikowych, dzięki którym na podstawie czasu, jaki zajmuje światłu przejście od powierzchni ziemi do kropli wody i z powrotem, można ocenić odległość.
Ceilometr może służyć do pomiaru aerozoli atmosferycznych, zwłaszcza jeśli znajdują się w warstwie granicznej (dolna warstwa atmosfery), a także do pomiaru górnej wysokości chmur, zwłaszcza jeśli nie są one zbyt grube (optycznie). Aerozole atmosferyczne są mniejsze niż krople chmurowe, ale dostatecznie czułe, ceilometry rejestrują odbicie także od małych cząstek. Lidar atmosferyczny spełnia podobne funkcje, dodatkowo umożliwia pomiar prędkości ruchu kropel w chmurze. Zarówno lidar, jak i ceilometr mogą służyć do skanowania chmur poprzez wysyłanie wiązki światła pod różnymi kątami do podstawy chmur. Dzięki temu można uzyskać lepszą informację o ich strukturze pionowej, liczbie kropel na różnych poziomach nad powierzchnią ziemi oraz na temat „wodności” chmur (ilości wody na metr sześcienny powietrza). Ceilometer jest przykładem instrumentu służącego do aktywnej teledetekcji atmosfery. Długość fali światła używana w ceilometrach zależy od zastosowań, ale może być w zakresie światła widzialnego (300–700 nm) lub bliskiej podczerwieni. Para wodna w atmosferze i inne czynniki mogą absorbować światło w tych długościach fal, a odpowiednie algorytmy teledetekcyjne oparte na równaniu transferu promieniowania elektromagnetycznego są używane do analizy przychodzących danych z kolumny atmosferycznej.
Ceilometr składa się z teleskopu, źródła skolimowanego światła, detektora do pomiaru przychodzącego światła i komputera zbierającego i przetwarzającego dane.